# Enno Patalas
Pour les articles homonymes, voir Patalas.
Enno Patalas, né le 15 octobre 1929 à Quakenbrück (Allemagne) et mort le 7 août 2018 à Munich (Allemagne), est un historien du cinéma allemand, collectionneur et expert conservateur de films. Il est le fondateur de la revue de cinéma Filmkritik.
Ancien directeur du Musée du film de Munich (1973–1994),, ses restaurations incluent des films tels que Metropolis, M le maudit (M – Eine Stadt sucht einen Mörder) et Die Nibelungen, tous réalisés par Fritz Lang. Patalas a également restauré le film Le Cuirassé Potemkine pour le visionner au Festival du film de Berlin en 2005.

## Biographie
Avec le réalisateur Ulrich Gregor, Enno Patalas a écrit l'influent livre d'histoire du cinéma Geschichte des Films (Histoire du cinéma).

## Filmographie

### Comme acteur
| Année | Titre                                       | Rôle                                    | Remarques                |
| ----- | ------------------------------------------- | --------------------------------------- | ------------------------ |
| 1968  | Bis zum Happy-End                           | Pfarrer                                 |                          |
| 1974  | L'Énigme de Kaspar Hauser                   | Bruno S. dans O Enigma de Kaspar Hauser | Pasteur Fuhrmann         |
| 1983  | Der Platzanweiser - Porträt eines Kinomanen | Enno Patalas                            |                          |
| 1984  | Der Havarist                                | Der Herr à New York                     |                          |
| 1985  | Der Formel Eins Film                        |                                         | (dernier rôle au cinéma) |

## Récompenses et distinctions
- Prix Helmut Käutner 1995